# Associazione Sportiva Casale 1983-1984
Questa voce raccoglie le informazioni riguardanti l'Associazione Sportiva Casale nelle competizioni ufficiali della stagione 1983-1984.

## Divise e sponsor
| 1ª divisa | 2ª divisa |

## Rosa
| N. |                   | Ruolo | Calciatore            |
| -- | ----------------- | ----- | --------------------- |
|    | Italia (bandiera) | A     | Fausto Belli          |
|    | Italia (bandiera) | A     | Umberto Bracciali     |
|    | Italia (bandiera) | D     | Roberto Cadei         |
|    | Italia (bandiera) | C     | Nicola Caputo         |
|    | Italia (bandiera) | D     | Franco Caracciolo     |
|    | Italia (bandiera) | C     | Fabrizio Confalonieri |
|    | Italia (bandiera) |       | Di Nuovo              |
|    | Italia (bandiera) | C     | Gregorio Discanni     |
|    | Italia (bandiera) | C     | Paolo Giorcelli       |
|    | Italia (bandiera) | C     | Danilo Minato         |
|    | Italia (bandiera) |       | Moreschini            |
|    | Italia (bandiera) | D     | Cristiano Negri       |

| N. |                   | Ruolo | Calciatore               |
| -- | ----------------- | ----- | ------------------------ |
|    | Italia (bandiera) |       | Paolini                  |
|    | Italia (bandiera) | D     | Enrico Giuseppe Pedretti |
|    | Italia (bandiera) | C     | Luca Perin               |
|    | Italia (bandiera) |       | Perotti                  |
|    | Italia (bandiera) | C     | Alessandro Pessoz        |
|    | Italia (bandiera) | C     | Daniele Petrelli         |
|    | Italia (bandiera) | P     | David Pozzati            |
|    | Italia (bandiera) | D     | Marco Ricci              |
|    | Italia (bandiera) | P     | Dario Antonio Trombin    |
|    | Italia (bandiera) | A     | Fabio Valente            |
|    | Italia (bandiera) |       | Varese                   |

## Risultati

### Campionato

#### Girone di andata
| 19 settembre 1983 1ª giornata | Massese | 3 – 1 | Casale |  |

| 26 settembre 1983 2ª giornata | Casale | 0 – 0 | Lucchese |  |

| 2 ottobre 1983 3ª giornata | Alessandria | 2 – 0 | Casale |  |

| 9 ottobre 1983 4ª giornata | Casale | 0 – 0 | Asti TSC |  |

| 16 ottobre 1983 5ª giornata | Casale | 2 – 0 | Savona |  |

| 23 ottobre 1983 6ª giornata | Derthona | 0 – 0 | Casale |  |

| 30 ottobre 1983 7ª giornata | Casale | 1 – 1 | Cerretese |  |

| 6 novembre 1983 8ª giornata | Spezia | 0 – 0 | Casale |  |

| 13 novembre 1983 9ª giornata | Casale | 0 – 0 | Imperia |  |

| 20 novembre 1983 10ª giornata | Olbia | 1 – 1 | Casale |  |

| 27 novembre 1983 11ª giornata | Casale | 1 – 2 | Livorno |  |

| 4 dicembre 1983 12ª giornata | Torres | 0 – 0 | Casale |  |

| 11 dicembre 1983 13ª giornata | Civitavecchia | 0 – 0 | Casale |  |

| 18 dicembre 1983 14ª giornata | Casale | 1 – 0 | Sant'Elena |  |

| 8 gennaio 1984 15ª giornata | Vogherese | 1 – 0 | Casale |  |

| 15 gennaio 1984 16ª giornata | Casale | 0 – 2 | Carbonia |  |

| 22 gennaio 1984 17ª giornata | Pontedera | 0 – 0 | Casale |  |

#### Girone di ritorno
| 29 gennaio 1984 18ª giornata | Casale | 0 – 0 | Massese |  |

| 5 febbraio 1984 19ª giornata | Lucchese | 1 – 0 | Casale |  |

| 12 febbraio 1984 20ª giornata | Casale | 1 – 0 | Alessandria |  |

| 19 febbraio 1984 21ª giornata | Asti TSC | 2 – 0 | Casale |  |

| 26 febbraio 1984 22ª giornata | Savona | 2 – 2 | Casale |  |

| 4 marzo 1984 23ª giornata | Casale | 1 – 1 | Derthona |  |

| 11 marzo 1984 24ª giornata | Cerretese | 1 – 0 | Casale |  |

| 18 marzo 1984 25ª giornata | Casale | 1 – 1 | Spezia |  |

| 1º aprile 1984 26ª giornata | Imperia | 2 – 0 | Casale |  |

| 8 aprile 1984 27ª giornata | Casale | 2 – 1 | Olbia |  |

| 15 aprile 1984 28ª giornata | Livorno | 0 – 0 | Casale |  |

| 29 aprile 1984 29ª giornata | Casale | 1 – 1 | Torres |  |

| 6 maggio 1984 30ª giornata | Casale | 0 – 0 | Civitavecchia |  |

| 13 maggio 1984 31ª giornata | Sant'Elena | – n.d. | Casale |  |

| 20 maggio 1984 32ª giornata | Casale | 0 – 0 | Vogherese |  |

| 27 maggio 1984 33ª giornata | Carbonia | 2 – 0 | Casale |  |

| 3 giugno 1984 34ª giornata | Casale | 2 – 3 | Pontedera |  |